# Триепши (племя)

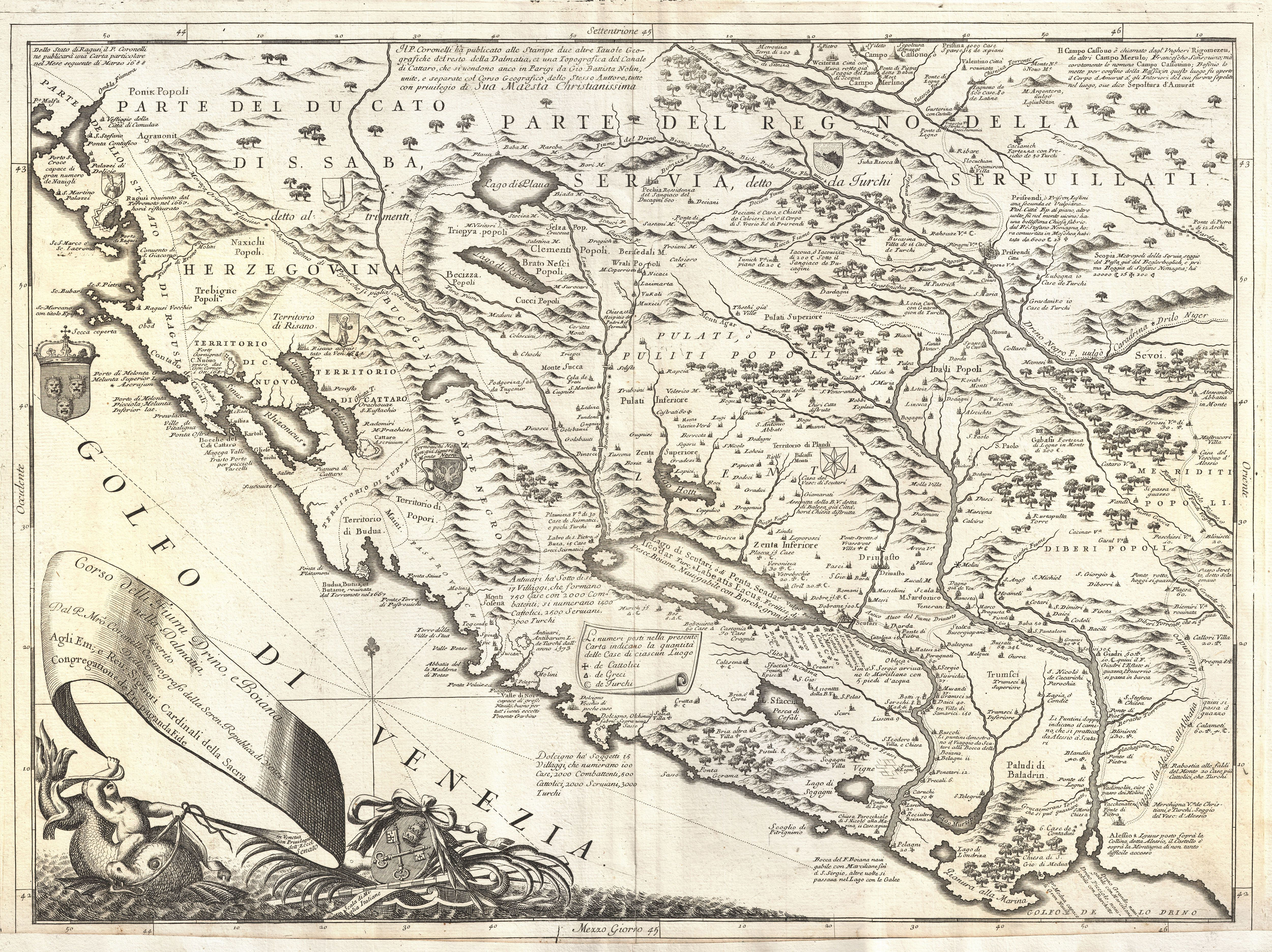
Триеши и Триешант (племя триеши) в 1688 году, карта венецианского картографа Винченцо Коронелли

Триепши (Триеши) (алб. Triesh) — историческое албанское племя (фис) и регион (по-черногорски известный как Затриебач) в Черногория на правым берегу реки Джем рядом с албанской границей внутри муниципалитета Тузи. Он является частью региона Малесия.

## География
Триеши находится в муниципалитете Тузи на границе Албании и Черногории, поскольку река Джем пересекает Черногорию после Грабома по правому берегу реки. Его общая территория составляет около 30 км², а все его населенные пункты расположены в гористой местности с небольшой пахотной землей. Населенные пункты Nikmarash, Rudinë, Muzheçk, Budëz, Poprat, Stjepoh, Delaj, Bëkaj, Llopar, Cem i Trieshit. Что касается исторической территории, Триепши граничит с Хоти на юго-западе, Кельменди на востоке, Груда на западе и Коджа-э-Кучит на севере.

## Происхождения
Устные предания и фрагментарные рассказы были собраны и интерпретированы писателями, которые путешествовали по региону в 19 веке о ранней истории Триепши. В XX веке междисциплинарный подход сравнительной антропологии в контексте зафиксированного исторического материала дал более исторически обоснованные объяснения.
Триепши — это не фис (племя) патрилинейного происхождения. Более половины Триепши претендуют на прямое патрилинейное происхождение от Бана Кеки, который в устной традиции является основателем Триепши и братом Лазера Кеги, родоначальника племени Хоти. Другая часть племени, Делай, происходит из Битдоси (Битидосси), еще одного средневекового албанского племени в этом регионе. Зарегистрировано, что Бекай появился в результате кровной мести из Риеки Црноевича, в ранние османские времена, более известной как Риека Иван Бека. Английская путешественница Эдит Дарем в Верхней Албании (1908) записала еще одну историю, которая поместила первоначальное местоположение Бекай в Коплике. В устной традиции Бумче, жена прародителя Кельменди пришла из братства Бекай.
Другие братства (Анас), которые уже обосновались в Триепши во время его образования, произошли от племен, которые сейчас находятся дальше на юг в округе Шкодер, таких как Плани и Джани/Кхадж. Таким образом, внутри братства Триеши, у которых не было одного и того же отцовского предка, могли вступать в смешанные браки, но они не вступали в смешанные браки с племенами, с которыми у них был общий прямой предок. Например, более половины Триепши не вступали в брак с Хоти.
Австрийский дипломат Иоганн Георг фон Хан записал одно из первых устных преданий о Триепши от католического священника по имени Габриэль из Шкодры в 1850 году. Согласно ему, первым прямым предком триепши мужского пола был Бан Кег, сын албанца-католика Кека, бежавшего от османских завоевателей и поселившегося в славяноязычном районе, который впоследствии стал историческим регионом Пипери. Его сыновья, братья Лазер Кечи (Хоти), Бан Кеги (предок Триеши), Меркота Кеги, Кастер Кеги и Вас Кеги (предок Васоевичей), были вынуждены покинуть деревню после убийства местных жителей, но Кек и его младший сын Пайпер Кэки осталась там, и Пайпер Кэки стал прямом родоначальником племени Пипери. Бан Кэги поселился в том же регионе, который впоследствии стал Триепши, со своим братом Лазером, который позже двинулся на юг и основал племя Хоти. Таким образом, Бан Кэги стал первым прямым предком Триепши по мужской линии. Отчество Кега записано в разных источниках как Прека, Понти и Панта. Имя первого предка, Кег, что на албанском означает «плохой», дается в Малезии только детям или детям из семей с очень небольшим количеством детей (из-за младенческой смертности). В этих семьях «уродливое» имя (i çudun) давалось как устный талисман, чтобы защитить ребенка от «сглаза».

## История

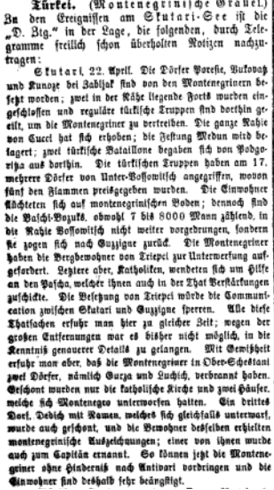
Репортаж о нападении Черногории на племена Триеши и Коджа а австро-венгерской газете Tagespost Graz, 14 мая 1862 год.

Битидоси (пишется в венецианских архивах как Бисдос, Бутадосси, Битидосси, Бусадосса) зарегистрирован в 1335 году, и его лидером записан Паулус Бусадоса. В 1415 году они появляются в союзе с племенами Хоти и Тузи (Ости, Туси и Битидосси). В санджаке Скутари, в нахии Кучи, в 1485 году, появляется поселение Битидоси с 11 семьями, из которых происходит братство Делай.
Поселение Банкег (после основателя Бана Кеги) также появляется с 11 домашними хозяйствами в конце. В этом первоначальном поселении прослеживает свою родословную более половины братств Триепши.
Триепши известны своим сопротивлением османским вторжениям в регион, особенно в 1717 году, когда они убили 62 османских солдата. После поражения турки-османы были вынуждены отступить из региона до 1862 года. После победы над османами триепши с пренебрежением к своим мусульманским соседям. Как заявил Роберт Элси, известный албанолог, триепши будут постоянно беспокоить города Подгорица и Гучи, и из-за своей «воинственности» подстерегают, устраивая засады и убивая мусульманские караваны. По тактическим причинам в это время у триепши были хорошие отношения с племенем Кучи и династией Петровичей-Негошей, князяьми Черногории. Роберт Элси рассказывает историю о мужчинах-триепши, которые отправились в Цетинье, чтобы принести князю-владике головы османов, которые они отрубили в битвах, в обмен на награды и подарки. Ситуация изменилась к XIX веку с образованием Черногории и ее расширением на юг за счет католических албанских общин. Во время черногорско-османской войны (1861—1862) племена Кучи, Пипери и другие группы атаковали Триепши и Коджа-э-Кучит, но это нападение было отражено.
Помимо борьбы с Османской империей, Триепши также воевали с соседним племенем Хоти после того, как они продвинулись, чтобы завоевать земли Триешджана. В 1849 году у Хоти было 400 воинов, в то время как у Триепши было только 80, но в конечном итоге количество войска не был равен успеху. Со временем произошло несколько стычек, и к концу конфликта Хоти понесли тяжелые потери, в то время как Триепши потеряли не так много людей. В конце концов, Хоти предложил Триепши золотое седло в знак капитуляции и мирного предложения. Триепши отказались от подношения, но отказались продолжать борьбу с Хоти.
Территория Триеши и Коджа-э-Кучит была официально передана турками-османами Черногории в 1878 году во время Берлинского конгресса, но граница оставалась нечеткой до конца Первой мировой войны. Затем часть триепши бежала на территорию соседнего племени груда, а часть осталась в Черногории . Соглашение было достигнуто около 1900 года, и они вернулись в свои деревни. По состоянию на 2018 год Триеши являются частью муниципалитета Тузи.

## Традиции
Руины его самой старой церкви находятся в Budëz, но к 17 веку она превратилась в руины. Петер Богдани пишет в 1672 году, что приход не имеет священника и нуждается в миссионерах и школьном учителе. Церковь церковь Триеша (kisha e Trieshit) в этот период имеет реестр с 1753 года, самой ранней подтвержденной датой использования здания. Сведения о приходе Триеши в 1745 году также являются самыми ранними точными сведениями о численности населения племени. В нем было 84 двора с 580 верующими католиками.
Погребальные обычаи Триеши, как и обычаи Малесии в целом, включают в себя плач (гема) умершего коллективным образом группой мужчин.